# 요키촌
요키촌(余喜村)은 이시카와현 가시마군에 설치되었던 촌이다. 현재의 하쿠이시에 해당한다.